# Văn Hiến (xã)
Văn Hiến là một xã thuộc tỉnh Nghệ An, Việt Nam. Xã được hình thành trên cơ sở sáp nhập các xã Tân Sơn (huyện Đô Lương), Hòa Sơn, Quang Sơn, Thái Sơn và Thượng Sơn của huyện Đô Lương trong đợt Sáp nhập tỉnh thành Việt Nam 2025.

## Địa lý
Xã Văn Hiến có vị trí địa lý:
- Phía Đông giáp xã Bạch Hà và xã Hợp Minh;
- Phía Nam giáp xã Bạch Hà và xã Thuần Trung;
- Phía Tây giáp xã Đô Lương và xã Thuần Trung;
- Phía Bắc giáp xã Lương Sơn, xã Hợp Minh, xã Vân Tụ và xã Vân Du.

Xã Văn Hiến có diện tích tự nhiên 55,53 km².

## Hành chính và tên gọi
Xã Văn Hiến được thành lập theo Nghị quyết số 1678/NQ-UBTVQH15 của Ủy ban Thường vụ Quốc hội Việt Nam, ban hành ngày 16 tháng 6 năm 2025. Theo đó, sắp xếp toàn bộ diện tích tự nhiên, quy mô dân số của các xã Tân Sơn (huyện Đô Lương), Hòa Sơn, Quang Sơn, Thái Sơn và Thượng Sơn thuộc huyện Đô Lương trước đây thành một xã mới có tên gọi là xã Văn Hiến.
Trước đó, theo Đề án sắp xếp đơn vị hành chính cấp xã tỉnh Nghệ An, xã này là xã Đô Lương 3.
Sau sắp xếp xã có diện tích tự nhiên: 55,53 km², quy mô dân số: 39.144 người.